# Homestead-Miami Speedway
Le Homestead-Miami Speedway est un circuit automobile de type ovale situé à Homestead dans l'État de Floride aux États-Unis.
Depuis 2002, le circuit est l'hôte de la dernière course de la saison des trois championnats de NASCAR (la Cup, l'Xfinity et le Camping World Series). cela était déjà le cas pour l'Xfinity Series (à l'époque dénommée NASCAR Busch Series) depuis la saison 1995.
La Ford Motor Company étant le sponsor de ces trois courses, celles-ci ont été renommées en fonction et les courses ayant lieu le même week-end, celui-ci a été baptisé le Ford Championship Weekend.

## Caractéristiques
C'est un circuit de type intermédiaire en forme de "0" de 1,5 miles (2,4 km), au banking (inclinaison) modéré. Il comporte de nombreuses tribunes offrant 65 000 places assises.

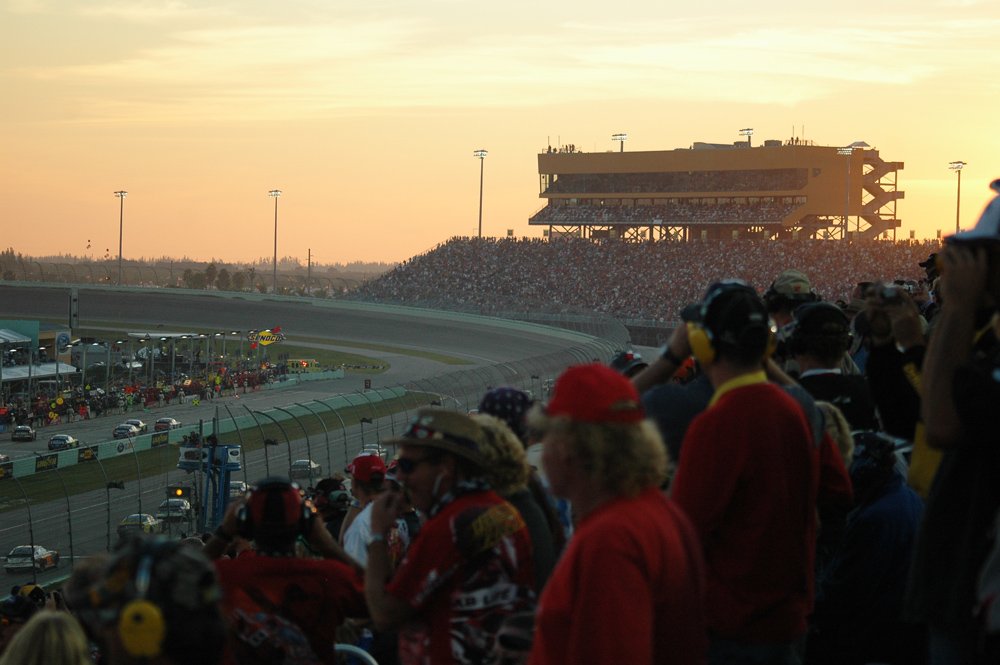
Homestead Miami Speedway en 2006

### Cartes des tracés
Les lignes pointillées grises représentent les tracés des autres courses, les fines lignes grises représentent les accès aux stands.

Le Speedway.
Un tracé routier.
Un tracé hybride, officiellement intitulé "Modified Road Course".

## Histoire
Le Speedway fut construit, avec l'aide du promoteur Ralph Sanchez, dans le carde d'un plan global de redressement de la ville d'Homestead laquelle avait été dévastée par l'Ouragan Andrew. Les travaux débutent le 24 août 1993, exactement un an après l'ouragan. Le site est inauguré en novembre 95 avec la dernière course de la saison de NASCAR Busch Series (actuellement Xfinity Series). Celle-ci reste au programme et est rejointe en 2002 par une course de NACAR Winston Cup Series et une course de Craftsman Truck Series, toutes deux correspondant également à la dernière course de leurs championnats. Depuis 2002, ce weekend est dénommé le Ford Championship Weekend (en).
La première course du championnat de CART a lieu sur le circuit au printemps 1996.
La piste reflète l'art déco du district de Miami Beach situé à proximité avec une utilisation libérale de couleurs telles que le bleu azur, le violet et l'argent. Même si la piste était considérée comme esthétiquement réussie dès le début, la course en elle-même n'était pas considérée comme très bonne. La piste était un ovale à quatre virages de forme rectangulaire, comme l'Indianapolis Motor Speedway, ce circuit et Miami Beach ayant été développés par Carl G. Fisher. Cependant, le circuit d'Homestaed étant plus court, les caractéristiques des courses disputées à Indianapolis ne pouvaient y être reproduites. Au lieu de cela, les virages et les tabliers aigus et plats rendaient les dépassements plus difficiles et réduisaient considérablement la vitesse des voitures. La géométrie du circuit créa également des angles de collision défavorables. En 1996, les gestionnaires ont tenté de corriger ces problèmes en élargissant la piste de 7,3 mètres (24 pieds) dans les virages. Le film Super Speedway a été tourné sur le circuit avant que la piste ne soit reconfigurée en ovale. Au cours de l'été 1997, un projet de reconfiguration de 8,2 millions de dollars est envisagé pour transformer les virages modifiant le circuit en forme de rectangle en un ovale traditionnel et continu.
En 2003, la piste est modifiée, les virages sont changés et possèdent désormais des inclinaisons variées. En 2005, elle est équipée d'éclairage permettant ainsi des courses en nocturne. Ces rénovations plairont aux fans et depuis, plusieurs courses se termineront avec des écarts réduits dont celle de 2005 avec une lutte serrée lors du dernier tour entre Greg Biffle and Mark Martin.
Le 26 mars 2006, Paul Dana, pilote en Indy Racing League décède des suites de blessures fatales encourues à la suite d'un accident (collision à haute vitesse - 346 km/h) avec la voiture d'Ed Carpenter survenu lors de la séance de warm up de la course. D'autres pilotes décéderont sur le circuit comme John Nemechek (en) lors d'une course de Craftsman Truck Series le 16 mars 1997 et Jeff Clinton lors d'une course de Grand-Am en mars 2002.
En 2009, Homestead a accueilli au total, cinq courses de fin de saison, dont la course GAINSCO Auto Insurance Indy 300 (en) du championnat IRL IndyCar et la course Rolex Sports Car Series du championnat Grand-Am déplacée en octobre plutôt que traditionnellement située en début de saison. L'IRL IndyCar par la suite supprimera sa course sur le circuit d'Homestead tandis que la course de Grand-Am se reprendra sa place plus tôt dans la saison.
Derrière la tribune principale se trouve le  Homestead RC Raceway  pour voitures radiocommandées. Ce circuit a été utilisé pour accueillir la compétition IFMAR Worlds (en) de 2011 pour voitures réduites au format 1:8.

## Courses actuelles
- NASCAR Cup Series
  - Ford EcoBoost 400 depuis 1999
- Xfinity Series
  - Ford EcoBoost 300 depuis 1995
- Camping World Truck Series
  - Ford EcoBoost 200 depuis 1996

## Courses anciennes
| - Atlantic Championship - Marlboro Grand Prix of Miami (1996, 1997, 2000) - CART - Marlboro Grand Prix of Miami (1996–2000) - Cooper Tires U.S. F2000 National Championship powered by Mazda - Winterfest (2011) - FIA GT Championship - Homestead 3 Hour (1998, 1999) - Florida Winter Series (2014) - Formula Renault North America (2003) - Grand-Am Rolex Sports Car Series - Grand Prix of Miami (2000–2012) - IMSA Continental Tire Sports Car Challenge - Kia 200 (2003–2004, 2007, 2009–2012) | - Indy Lights - Fuzzy's Ultra Premium Vodka 100 (1996–1999, 2003–2010) - NASCAR Camping World Truck Series - SuperTruck 25 (1995) - NASCAR Goody's Dash Series (1995–1998) - NASCAR AutoZone Elite Division, Southeast Series (1995–1998, 2000) - USAC Silver Crown Series (2006, 2007) - United States Road Racing Championship - Sports Car Extravaganza (1998–1999) - Verizon IndyCar Series - Cafés do Brasil Indy 300 (2001–2010) |

## Records
| Type                           | Distance | Distance | Date            | Pilote           | Châssis / Moteur | Temps                | Vitesse moyenne | Vitesse moyenne |
| ------------------------------ | -------- | -------- | --------------- | ---------------- | ---------------- | -------------------- | --------------- | --------------- |
| Type                           | en mile  | en km    | Date            | Pilote           | Châssis / Moteur | Temps                | mi/h            | km/h            |
| En qualifications (sur 1 tour) | 1,5      | 2,39     | 25 mars 2006    | Sam Hornish Jr.  | Dallara / Honda  | 24,462 s             | 218,539         | 351,704         |
| En course (sur 200 tours)      | 300      | 477,975  | 10 octobre 2009 | Dario Franchitti | Dallara / Honda  | 1 h 28 min 28 s 3117 | 201,432         | 324,173         |

| Record                     | Saison | Date        | Pilote                | Marque    | Temps           | Vitesse moyenne (mi/h)          |
| -------------------------- | ------ | ----------- | --------------------- | --------- | --------------- | ------------------------------- |
| NASCAR Cup Series          |        |             |                       |           |                 |                                 |
| En qualifications          | 2014   | 14 novembre | Brad Keselowski       | Ford      | 29,795 s        | 181,238                         |
| En course (400 miles)      | 2012   | 14 novembre | Jeff Gordon           | Chevrolet | 2 h 51 min 14 s | 142,245                         |
| NASCAR Xfinity Series      |        |             |                       |           |                 |                                 |
| En qualifications          | 2004   | 20 novembre | Casey Mears           | Dodge     | 30,348 s        | 177,936                         |
| En course (300 miles)      | 2001   | 10 novembre | Joe Nemechek          | Chevrolet | 2 h 16 min 10 s | 132,191 (avant reconfiguration) |
| Camping World Truck Series |        |             |                       |           |                 |                                 |
| En qualifications          | 2007   | 16 novembre | Jon Wood (en)         | Ford      | 31,180 s        | 173,188                         |
| En course (200 miles)      | 2002   | 15 novembre | Ron Hornaday Jr. (en) | Chevrolet | 1 h 30 min 30 s | 133,260 (avant reconfiguration) |

| + de victoires       | 3    | Greg Biffle, Tony Stewart, Denny Hamlin                  |
| + de Top5            | 11   | Kevin Harvick                                            |
| + de Top10           | 17   | Kevin Harvick                                            |
| + de départs         | 20   | Kurt Busch, Kevin Harvick, Jimmie Johnson , Matt Kenseth |
| + de poles-position  | 3    | Denny Hamlin                                             |
| + de tours effectués | 5344 | Kevin Harvick                                            |
| + de tour en tête    | 615  | Carl Edwards                                             |